# Xyela variegata
Xyela variegata (лат.) — вид перепончатокрылых насекомых рода Xyela из семейства пилильщиков Xyelidae. Япония.

## Распространение
Эндемики Японии, обитают на островах Сикоку и Хонсю.

## Описание
Мелкие пилильщики, длина около 4 мм. Голова жёлтая с буровато-чёрными отметинами; основная окраска груди и брюшка коричневая. Переднее крыло в 2,0—2,3 раза длиннее ножен яйцеклада (длина которого около 1,5 мм). Задние коготки без субапикального зубца. Длина переднего крыла самок от 3,0 до 4,2 мм, у самцов от 2,6 до 3,4 мм. Ложногусеницы питаются на сосне густоцветковой (Pinus densiflora). С 1930-х годов рассматривался синонимом Xyela julii. В 2005 году был восстановлен в видовом статусе. Включён в видовую группу X. julii.